# Luíntra
Luíntra (llamada oficialmente Santa Baia de Luíntra) es una parroquia y un lugar del municipio español de Nogueira de Ramuín, en la provincia de Orense, Galicia.

## Organización territorial
La parroquia está formada por cinco entidades de población:
- A Seara de Arriba
- Baldomar
- Fontes
- Luíntra
- Mundín

## Demografía

### Parroquia
| Gráfica de evolución demográfica de Luíntra (parroquia) entre 2000 y 2023 |
|                                                                           |
| Datos según el nomenclátor publicado por el INE.                          |

### Lugar
| Gráfica de evolución demográfica de Luíntra (lugar) entre 2000 y 2023 |
|                                                                       |
| Datos según el nomenclátor publicado por el INE.                      |